# Норт-Прері (Вісконсин)
Норт-Прері (англ. North Prairie) — селище (англ. village) в США, в окрузі Вокеша штату Вісконсин. Населення — 2202 особи (2020).

## Географія
Норт-Прері розташований за координатами 42°56′18″ пн. ш. 88°23′43″ зх. д. / 42.93833° пн. ш. 88.39528° зх. д. (42.938424, -88.395360).  За даними Бюро перепису населення США в 2010 році селище мало площу 7,33 км², з яких 7,27 км² — суходіл та 0,07 км² — водойми.

## Демографія
Згідно з переписом 2010 року, у селищі мешкала 2141 особа в 773 домогосподарствах у складі 604 родин. Густота населення становила 292 особи/км².  Було 799 помешкань (109/км²).
Расовий склад населення:
| - 98,0 % — білих - 0,5 % — корінних американців - 0,3 % — чорних або афроамериканців - 0,1 % — азіатів |

До двох чи більше рас належало 0,6 %. Частка іспаномовних становила 2,0 % від усіх жителів.
За віковим діапазоном населення розподілялося таким чином: 26,3 % — особи молодші 18 років, 65,1 % — особи у віці 18—64 років, 8,6 % — особи у віці 65 років та старші. Медіана віку мешканця становила 41,0 року. На 100 осіб жіночої статі у селищі припадало 98,8 чоловіків;  на 100 жінок у віці від 18 років та старших — 97,7 чоловіків також старших 18 років.
Середній дохід на одне домашнє господарство  становив 105 994 долари США (медіана — 83 036), а середній дохід на одну сім'ю — 115 910 доларів (медіана — 90 714). Медіана доходів становила 54 167 доларів для чоловіків та 48 333 долари для жінок. За межею бідності перебувало 2,3 % осіб, у тому числі 2,5 % дітей у віці до 18 років та 0,3 % осіб у віці 65 років та старших.
Цивільне працевлаштоване населення становило 1303 особи. Основні галузі зайнятості: виробництво — 20,3 %, освіта, охорона здоров'я та соціальна допомога — 19,2 %, роздрібна торгівля — 14,5 %.